# Saint-Antoine-du-Rocher
Saint-Antoine-du-Rocher és un municipi francès, situat al departament de l'Indre i Loira i a la regió de Centre – Vall del Loira. L'any 2007 tenia 1.341 habitants.

## Demografia

### Població
El 2007 la població de fet de Saint-Antoine-du-Rocher era de 1.341 persones. Hi havia 498 famílies, de les quals 83 eren unipersonals (29 homes vivint sols i 54 dones vivint soles), 177 parelles sense fills, 213 parelles amb fills i 25 famílies monoparentals amb fills.
La població ha evolucionat segons el següent gràfic:
Habitants censats

### Habitatges
El 2007 hi havia 547 habitatges, 497 eren l'habitatge principal de la família, 21 eren segones residències i 29 estaven desocupats. 517 eren cases i 29 eren apartaments. Dels 497 habitatges principals, 415 estaven ocupats pels seus propietaris, 72 estaven llogats i ocupats pels llogaters i 10 estaven cedits a títol gratuït; 1 tenia una cambra, 15 en tenien dues, 42 en tenien tres, 115 en tenien quatre i 323 en tenien cinc o més. 445 habitatges disposaven pel capbaix d'una plaça de pàrquing. A 142 habitatges hi havia un automòbil i a 335 n'hi havia dos o més.

### Piràmide de població
La piràmide de població per edats i sexe el 2009 era:
| Homes | Edats   | Dones |
| ----- | ------- | ----- |
| 0     | 95 o +  | 0     |
| 0     | 90 a 94 | 0     |
| 12    | 85 a 89 | 8     |
| 0     | 80 a 84 | 12    |
| 12    | 75 a 79 | 28    |
| 20    | 70 a 74 | 4     |
| 28    | 65 a 69 | 20    |
| 36    | 60 a 64 | 8     |
| 16    | 55 a 59 | 16    |
| 48    | 50 a 54 | 56    |
| 60    | 45 a 49 | 60    |
| 48    | 40 a 44 | 48    |
| 52    | 35 a 39 | 36    |
| 40    | 30 a 34 | 44    |
| 20    | 25 a 29 | 16    |
| 24    | 20 a 24 | 16    |
| 24    | 15 a 19 | 56    |
| 32    | 10 a 14 | 36    |
| 40    | 5 a 9   | 32    |
| 48    | 0 a 4   | 28    |

## Economia
El 2007 la població en edat de treballar era de 875 persones, 686 eren actives i 189 eren inactives. De les 686 persones actives 655 estaven ocupades (340 homes i 315 dones) i 31 estaven aturades (14 homes i 17 dones). De les 189 persones inactives 82 estaven jubilades, 60 estaven estudiant i 47 estaven classificades com a «altres inactius».

### Ingressos
El 2009 a Saint-Antoine-du-Rocher hi havia 561 unitats fiscals que integraven 1.520 persones, la mediana anual d'ingressos fiscals per persona era de 21.674 €.

### Activitats econòmiques
Dels 47 establiments que hi havia el 2007, 1 era d'una empresa extractiva, 1 d'una empresa alimentària, 1 d'una empresa de fabricació d'elements pel transport, 2 d'empreses de fabricació d'altres productes industrials, 14 d'empreses de construcció, 11 d'empreses de comerç i reparació d'automòbils, 1 d'una empresa de transport, 3 d'empreses d'hostatgeria i restauració, 2 d'empreses d'informació i comunicació, 2 d'empreses financeres, 3 d'empreses immobiliàries, 2 d'empreses de serveis, 1 d'una entitat de l'administració pública i 3 d'empreses classificades com a «altres activitats de serveis».
Dels 17 establiments de servei als particulars que hi havia el 2009, 2 eren tallers de reparació d'automòbils i de material agrícola, 3 paletes, 2 guixaires pintors, 4 fusteries, 1 lampisteria, 2 electricistes, 1 perruqueria, 1 restaurant i 1 agència immobiliària.
Dels 6 establiments comercials que hi havia el 2009, 1 era una botiga de més de 120 m², 1 una botiga de menys de 120 m², 1 una fleca, 1 una llibreria, 1 una botiga de roba i 1 una botiga d'electrodomèstics.
L'any 2000 a Saint-Antoine-du-Rocher hi havia 17 explotacions agrícoles que ocupaven un total de 1.048 hectàrees.

## Equipaments sanitaris i escolars
El 2009 hi havia una escola elemental.

## Poblacions més properes
El següent diagrama mostra les poblacions més properes.